# Order Domowy Chakri
Order Domowy Maha Chakri (taj. เครื่องขัตติยราชอิสริยาภรณ์อันมีเกียรติคุณรุ่งเรืองยิ่งมหาจักรีบรมราชวงศ์) – order domowy nadawany przez króla Tajlandii, drugie w kolejności starszeństwa tajskie odznaczenie państwowe ustanowione w 21 września 1884 przez Chulalongkorna. Przyznawany jest na żółtej wielkiej wstędze lub na łańcuchu orderowym, w obu przypadkach wraz z gwiazdą orderową. Przeznaczony dla członków rodów królewskich i głów państw, zarówno mężczyzn jak i kobiet.